# Pilkkasaari (ö i Norra Karelen)
Pilkkasaari är en ö i Finland. Den ligger i sjön Ylemmäisenjärvi och i kommunen Juga i den ekonomiska regionen  Joensuu ekonomiska region  och landskapet Norra Karelen, i den centrala delen av landet, 400 km nordost om huvudstaden Helsingfors. Öns area är 0,2 hektar och dess största längd är 80 meter i sydöst-nordvästlig riktning.